# 岡山県総合教育センター
岡山県総合教育センター（おかやまけんそうごうきょういくセンター、英称：Okayama Prefectural Education Center）は、岡山県が設置する教育に関する研究及び教育関係職員の研修を行う機関である。

## 概要
岡山県総合教育センターは岡山県における教育の振興を総合的に図るため、2007年前身の岡山県教育センターと岡山県情報教育センターを統合して設置される。

## 所在地
- 岡山県総合教育センター - 岡山県加賀郡吉備中央町吉川7545-11

## 事業
事業内容は下記の通りである。
1. 教育関係職員の研修
2. 教育に関する専門的、技術的事項の調査研究及び助言その他の援助
3. 教育に関する資料及び情報の収集及び提供
4. 教育相談
5. 特別支援教育の推進
6. 情報教育の推進
7. 前項に掲げるもののほか、センターの目的の達成に必要な業務

## 沿革
- 1948年（昭和23年）8月 岡山県教育研修所設置
- 1963年（昭和38年）4月 岡山県理科教育センター付置
- 1964年（昭和39年）4月 岡山県商業教育共同実習所設置
- 1973年（昭和48年）4月 岡山県教育研修所を廃止して岡山県教育センターを設置
- 1974年（昭和49年）4月 岡山県商業教育共同実習所を岡山県情報処理教育センターに改組
- 2000年（平成12年）4月 岡山県情報処理教育センターを岡山県情報教育センターに改組
- 2007年（平成19年）4月 岡山県教育センターと岡山県情報教育センターを統合して岡山県総合教育センターを設置

## 組織
- 総務課
- 企画部
- 研修部
- 教育支援部